# Roma caput disco
Roma caput disco è un film documentario
 ispirato al libro I Love The Nightlife (Ed. Wax Production) dei due disc jockey romani Corrado Rizza e Marco Trani. 
Il  docufilm racconta la nascita del clubbing a Roma e l'evoluzione della professione del disc jockey, che oggi ha raggiunto la sua massima visibilità mediatica consacrando alcuni dj a livello di vere e proprie pop star.

## Trama
Fin dagli inizi degli anni '60,  in piena Dolce Vita Felliniana, ed in maggior misura dopo l'apertura del mitico Piper Club, in Via Tagliamento, il 17 Febbraio 1965, Roma è diventata la capitale indiscussa del divertimento italiano. 
Negli anni '70 aprono discoteche leggendarie come il Jackie'O, il Mais ed il Much More e club gay che divennero in brevissimo tempo noti a livello internazionale, come l'Alibi e l'Easy Going. 
I favolosi anni '80 sono stati invece gli anni dell'Histeria e  del Gilda, ma anche di molti altri club indimenticabili, come l'Open Gate e le Stelle. 
Il documentario narra anche come alcuni famosi artisti italiani di oggi hanno iniziato a Roma la loro carriera, facendo proprio il disc Jockey come: Renzo Arbore, Roberto D'Agostino, Jovanotti e Fiorello. 
Attraverso interviste esclusive, filmati vintage e foto rare, il documentario mostra una Roma glamour capace di reggere il confronto con metropoli del divertimento come New York, Parigi e Londra. 
Quelli sono stati gli anni in cui le notti romane furono invase non solo dai personaggi della politica, della musica e del cinema italiano, ma soprattutto dalle star dello spettacolo del Jet Set internazionale, vivendo così una sua seconda "Dolce Vita", che purtroppo è svanita dopo l'avvento dell'inchiesta giudiziaria Mani Pulite, che ha cambiato lo scenario italiano agli inizi degli anni '90.

## Distribuzione
Il film è stato trasmesso in prima TV su Rai 5 il 18 gennaio 2021 e successivamente disponibile su Rai Play.